# Current Cancer Drug Targets
Current Cancer Drug Targets est une revue médicale de cancérologie qui ambitionne de couvrir les développements récents et remarquables de la chimie médicale, la pharmacologie, la biologie moléculaire, la génomique, et la biochimie des cibles potentielles de drogues moléculaires dans le cancer. Il peut s'agir, par exemple, de protéines spécifiques de la maladie, de récepteurs, d'enzymes, de gènes…
Chaque numéro du journal contient une série de revues approfondies, et au plus près de l'actualité, écrites par des personnalités de référence en la matière.